# Pasteurella-multocida-Toxin
Pasteurella-multocida-Toxin (PMT, Dermonekrotisches Toxin) ist ein Protein aus Pasteurella multocida und ein mikrobielles Exotoxin.

## Eigenschaften
PMT ist ein nekrotisierendes Toxin, mit Wirkung auf Haut und Knochen. Daneben ist es ein Mitogen und fördert die Zellteilung, aufgrund der Desaminierung von heterotrimeren G-Proteinen an der α-Untereinheit bei den Typen G(q), G(i) und G(12/13). PMT ist maßgeblich beteiligt an der Entstehung von atrophischer Rhinitis in Schweinen, zusammen mit dem dermonekrotischen Toxin aus Bordetella.